# Гайдук, Дмитрий Александрович
Дми́трий Алекса́ндрович Гайду́к (род. 20 марта 1964, Днепропетровск) — писатель и автор-исполнитель, сказочник, собиратель фольклора. Наиболее известен как автор цикла текстов «Растаманские народные сказки», «Энциклопедии конопли» и сказочных повестей о Викраме Адитье, царе царей индийских.

## Литературная деятельность
Родился в 1964 году в Днепропетровске. В возрасте около 16 лет начал писать рассказы, к концу 1980-х накопилось три сборника. Дмитрий Гайдук с 1987 года жил в Полтаве и работал на швейной фабрике грузчиком, но зарабатывал, в основном, переводами с иностранных языков. Заочно учился в Харьковском университете на факультете иностранных языков (немецкий язык), часто ездил в Харьков и Москву, где получал материалы для переводов и деньги за выполненные работы. С 1992 года работал переводчиком, редактором, составителем энциклопедий в издательствах «Миф» (Москва), «София» (Киев) и «Ультра.Культура» (Москва), музыкальным рецензентом на Ozon.ru. 
Основные работы Гайдука к этому времени: «Мистики XX века», «Энциклопедия суеверий», «Энциклопедия предсказаний», «Энциклопедия конопли» (не издана), «Магия в теории и на практике» Алистера Кроули (перевод, предисловие, комментарии).
Проект «Растаманские народные сказки» существует с октября 1995 года, посвящён собиранию и обработке фольклора потребителей конопли (главным образом русско- и украиноязычного, но были эксперименты и на, например, польском языке). На пространстве СНГ этих людей, в основном молодых, стало принято называть «растаманами», хотя этот термин изначально относится к представителям карибского растафарианства, имеющим мало общего с постсоветской молодёжью. Сборники растаманских сказок издаются с 1998 года, наиболее известные издания — «Растаманские народные сказки» (Ростов-на-Дону, Феникс, 2000) и «Растаманские сказки и всё такое» (М., «Ультра. Культура», 2005). Интернет-сайт проекта (rastaman.tales.ru), открывшийся в январе 1999 года, был одним из первых литературных проектов в Рунете. Однако есть сведения, что «Растаманские народные сказки» довольно широко распространялись самиздатом перед глобальной интернетизацией. Наблюдались отпечатанные на машинке копии произведений Гайдука и «фабрично» изготовленные (не кустарно записанные) аудиокассеты. Тексты Гайдука были распространены в Фидонете, в котором в середине 1990-х частично зарождалась последующая массовая интернет-культура. 
В Полтаве Дмитрий Гайдук жил до 1998 года. До рождения сына он с женой жил в «тусовочной» квартире, куда регулярно приходила местная молодёжь, и на базе рассказов молодёжи Гайдук собирал материал для «сказок». В 1995 году после рождения сына Гайдук уехал на другую квартиру, продолжая бывать в предыдущей и собирать рассказы гостей. В 1998 году во время одной из рабочих поездок в Москву остался в ней из-за экономического кризиса 1998 года. Продолжил там литературную и публицистическую деятельность, будучи уже достаточно известным из-за «сказок». Начал устраивать сольные выступления, на которых стал рассказывать сказки вслух под музыку. Наиболее известной стала «Сказка про мышу», от исполнения которой Гайдук затем много лет отказывался. В ноябре 2021 года Гайдук сообщил о 25-летнем юбилее сказки и о том, что он исполнял её более двухсот раз «каждый раз по-новому. В итоге устной эволюции, текст растолстел на пару тысяч знаков и обогатился новыми приколами» — в связи с чем было выпущено обновлённое издание сказки.
Прочие проекты Гайдука этого периода: «Джа-Будда и его джатаки» (начат в 1997, издан М., «Кайя», 2004); «Конопляные джунгли» (1999—2000) — одна из первых оплачиваемых регулярных авторских колонок в Рунете, выходила на сайте High.Ru (материалы изданы М., «Кайя», 2004); «Цывильные сказки» (начат в 1992 году, издан в сборнике «Растаманские сказки и всё такое», М., «Ультра. Культура», 2005), «Сказки народов мира», «Концертная серия» (12 сборников). Кроме того: пьесы («Сцены из Ветхого Завета» (1997, премия «Тенёта-98»)), философская эссеистика («Фаллософия» (1996, 1999) и др.). С 2001 года издаются аудиоверсии сказок Дмитрия Гайдука в авторском исполнении с музыкальным сопровождением (DJ Kayla Cariapadas, DJ Голландец и др.) — этот жанр идентичен англоязычному «spoken word».
По мере популяризации концертная деятельность Гайдука превратилась в его основное занятие. Для этого он с 2007 года отказался от основной работы и регулярно гастролирует с выступлениями по городам России, Украины и других стран. Периодически живёт в Индии, по которой путешествует на заработанные концертами деньги, собирая фольклорный материал для своих новых литературных проектов (индийский фольклор задолго до этого был хорошо знаком Гайдуку в силу профессии).
15 ноября 2019 года в московском клубе «Вермель» состоялся первый «Гайдук-фест» — проект агентства мероприятий Medio Modo, посвященный творчеству Гайдука, а также жанру сказительства как искусства. Несмотря на перерыв в 2020 году в связи с пандемией, проект стал регулярным, превратившись в ежегодный фестиваль Дмитрия Гайдука.

## Критика
По мнению поэта и критика Дарьи Суховей,
Его тексты выстроены в духе буддийских коанов; он же носит прическу с косичкой. Известность Гайдук получил благодаря публикациям в Интернете и был одним из первых русских авторов, обязанных своей известностью именно Интернету.

«Замечательным прозаиком» называет Гайдука и критик Илья Кукулин. Он указывает, что:
Это, конечно, не наркоманский и не растаманский фольклор. Это литература. Безусловно, выросшая на растаманской-хиппистской культуре, но критичная и рефлексивная.
Литератор Игорь Сид даёт работам Гайдука такую характеристику:
«Растаманские сказки» — не только литература. Это и этнография одного малого субэтноса, выделившегося в результате «гласности» и «прулялизма» перестройки... Его мировоззренческие и поведенческие черты (примитивизм, культ духовной чистоты и «детскости», рустикальность и этничность, любовь к экзотике и живой природе, корпоративность, беззаботность и т. д.) выделяют «растаманское» искусство в особую культурную нишу, которая у нас окончательно сформировалась ещё в конце 80-х.

### Библиография

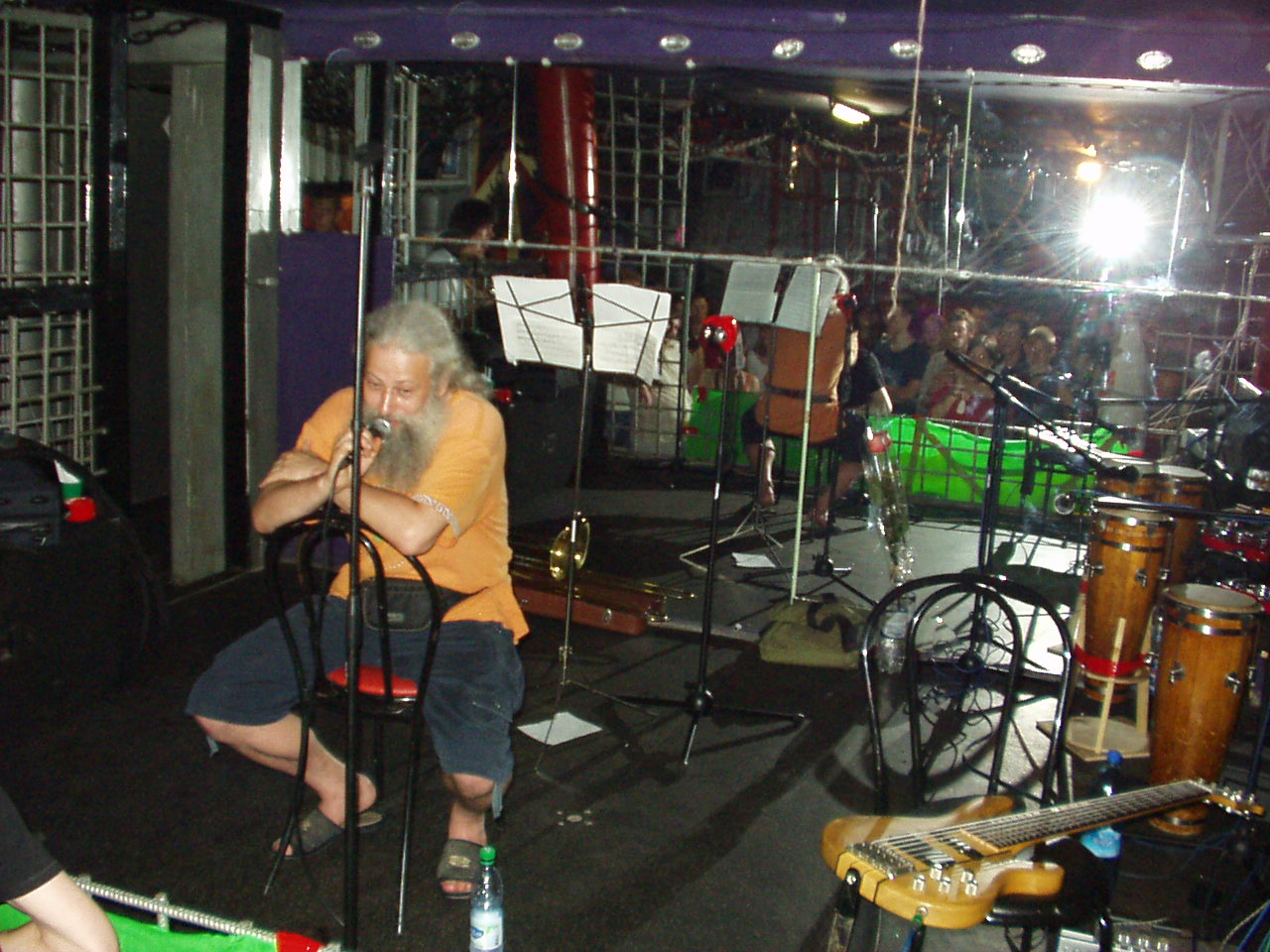
Выступление Дмитрия Гайдука в Курске

## Избранные публикации

### Дискография (неполная)

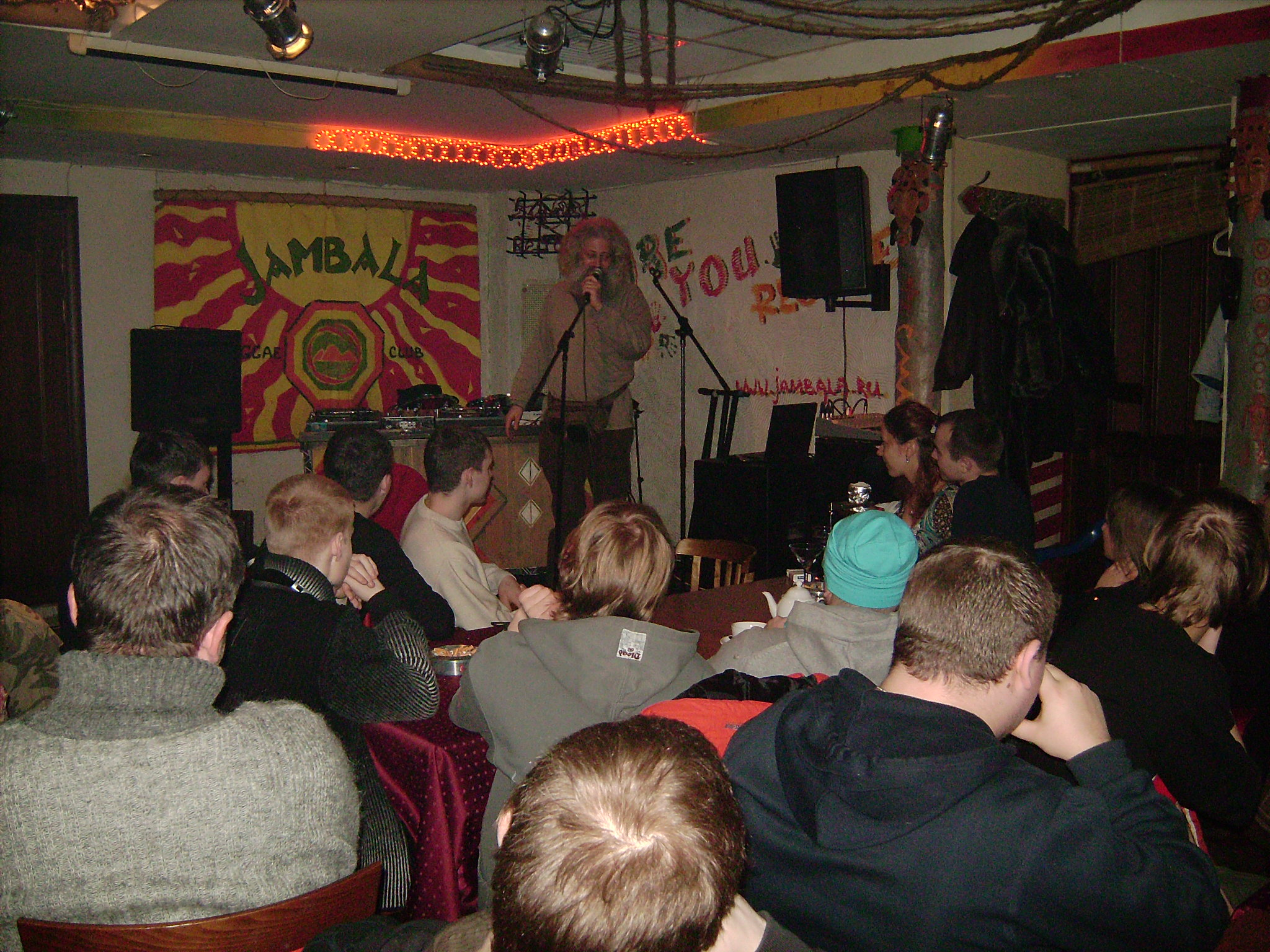
Выступление в Санкт-Петербурге

- 2002 «Растаманские народные сказки для взрослых (№ 2). Литературно-музыкальная программа»
- 2006 «Растаманские народные сказки 3» (аудиокнига; Квадро-Диск, Торговая фирма «Никитин»)
- 2006 «Растаманские народные сказки 3.1»

## Фильмография
- 2008 «Регулярная шизофрения», реж. Гусинский ЮЫ — автор текста, озвучивание[9]
- 2010 «Чего хочет бог?», мультфильм ТО «420» — автор сценария, озвучивание
- 2011 «Про таксиста-грамотея», мультфильм ТО «420» — автор сценария, озвучивание
- 2012 «Будь мужиком», реж. Адольф Окнов — сценарист[10]
- 2015 «Девочка и призраки», реж. Ксения Виноградова[11] — автор сценария, озвучивание
- 2016 «Про банкира», реж. Николай Исаев[12] — автор сценария, озвучивание